# Mel Bennett
Melvin P. "Mel" Bennett (Pittsburgh, Pensilvania; 4 de enero de 1955) es un exjugador de baloncesto estadounidense que jugó cuatro temporadas en la NBA, además de hacerlo en la CBA y en la ABA. Con 2,01 metros de estatura, jugaba en la posición de alero.

## Trayectoria deportiva

### Universidad
Jugó una única temporada con los Panthers de la Universidad de Pittsburgh, en las que promedió 10,1 puntos y 10,2 rebotes por partido.

### Profesional
Fue elegido en la primera ronda del Draft de la ABA por los Virginia Squires, donde jugó una temporada, en la que promedió 12,1 puntos y 7,0 rebotes por partido. Previamente, en el mes de diciembre, se había celebrado un draft de la NBA suplementario para jugadores de la ABA que no hubiesen sido elegidos en el draft oficial debido a no terminar su graduación en la universidad, siendo Bennett elegido por los Philadelphia 76ers, quienes, tras la desaparición de la liga del balón tricolor, lo traspasaron a Indiana Pacers a cambio de una futura primera ronda del draft.
En su primera temporada en los Pacers promedió 4,7 puntos y 3,5 rebotes por partido. Tras una segunda temporada en la que apenas contó para su entrenador, Slick Leonard, fue traspasado a los Denver Nuggets, quienes finalmente desestimaron su fichaje. Tras pasar por la CBA, y tras dos fichajes fallidos con Cleveland Cavaliers y Kansas City Kings, finalmente en el mes de enero firma por diez días con Utah Jazz, quienes le renuevan hasta final de temporada disputando 29 partidos en los que promedió 3,8 puntos y 3,3 rebotes. Tras un breve paso por los Cavs, en 1981 pondría fin a su carrera deportiva.

## Estadísticas de su carrera en la NBA

### Temporada regular
| Temporada | Edad | Equipo              | Liga  | P   | TIT | MIN  | TC  | TCA  | %TC  | 3P  | 3PA | %3P  | TL  | TLA | %TL  | R.OF. | R.DEF. | REB | ASIS | ROB | TAP | PER | FP  | PTS  |
| 1975-76   | 21   | Virginia Squires    | ABA   | 75  |     | 29.2 | 4.4 | 10.9 | .402 | 0.0 | 0.0 | .000 | 3.3 | 5.4 | .610 | 3.3   | 3.7    | 7.0 | 1.3  | 1.0 | 0.6 | 2.3 | 3.5 | 12.1 |
| 1976-77   | 22   | Indiana Pacers      | NBA   | 67  |     | 13.6 | 1.5 | 4.4  | .344 |     |     |      | 1.7 | 2.8 | .599 | 1.6   | 1.9    | 3.5 | 1.0  | 0.6 | 0.5 |     | 2.3 | 4.7  |
| 1977-78   | 23   | Indiana Pacers      | NBA   | 31  |     | 9.2  | 0.7 | 2.6  | .284 |     |     |      | 0.9 | 1.5 | .622 | 1.6   | 1.4    | 3.0 | 0.7  | 0.4 | 0.2 | 1.0 | 1.7 | 2.4  |
| 1980-81   | 26   | Utah Jazz           | NBA   | 28  |     | 11.2 | 0.9 | 2.1  | .433 | 0.0 | 0.1 | .000 | 1.9 | 2.9 | .654 | 1.2   | 2.1    | 3.3 | 0.5  | 0.1 | 0.4 | 1.1 | 2.0 | 3.8  |
| 1981-82   | 27   | Cleveland Cavaliers | NBA   | 3   | 0   | 7.7  | 0.7 | 1.3  | .500 | 0.0 | 0.0 |      | 0.3 | 2.0 | .167 | 0.3   | 0.7    | 1.0 | 0.0  | 0.3 | 0.0 | 1.3 | 0.7 | 1.7  |
| Total     |      |                     | TOTAL | 204 | 0   | 18.3 | 2.4 | 6.2  | .382 | 0.0 | 0.0 | .000 | 2.2 | 3.5 | .609 | 2.2   | 2.5    | 4.7 | 1.0  | 0.6 | 0.5 | 1.8 | 2.6 | 6.9  |
|           |      |                     | NBA   | 129 | 0   | 11.9 | 1.2 | 3.4  | .346 | 0.0 | 0.1 | .000 | 1.5 | 2.5 | .608 | 1.5   | 1.8    | 3.3 | 0.8  | 0.4 | 0.4 | 1.0 | 2.1 | 3.9  |
|           |      |                     | ABA   | 75  |     | 29.2 | 4.4 | 10.9 | .402 | 0.0 | 0.0 | .000 | 3.3 | 5.4 | .610 | 3.3   | 3.7    | 7.0 | 1.3  | 1.0 | 0.6 | 2.3 | 3.5 | 12.1 |